# Argentinsko-hrvatski odnosi
Hrvatsko-argentinski odnosi (na španjolskom jeziku relaciones entre Argentina y Croacia) odnose se na bilateralne odnose između Republike Hrvatske i Republike Argentine. Obje su države članice Ujedinjenih naroda.

## Općenito
Diplomatski odnosi uspostavljeni su 13. travnja 1992. godine. Odnosi između dvaju zemalja bili su od početka vrlo prijateljski, budući da u Argentini živi oko 250.000 Hrvata i osoba s hrvatskim podrijetlom.
Za vrijeme Domovinskog rata (1991. – 1995.) Argentina je pod predsjednikom Carlosom Menemom Hrvatskoj pružila pomoć u obrani slanjem naoružanja. Po završetku vojnih sukoba, kulturna suradnja između dvaju zemalja se intenzivirala i institucionalizirala.
U gradovima Buenos Airesu i Rosariu, gdje se u već prethodno već bile aktivne povijesne hrvatske udruge i katoličke misije, uspostavljeni su razmjenski lektorati hrvatskog jezika i književnosti pod nadležnošću Ministarstva znanosti i obrazovanja Republike Hrvatske. U glavnom gradu uspostavljena je Argentinsko-hrvatska gospodarska komora (predsjednik Marcos Pejacsevich) koja promovira gospodarsku suradnju između dviju zemalja, kao i suradnju između hrvatskih gospodarstvenika u Argentini.
Ulaskom u 21. stoljeće obje su se zemlje pridružile većim zajedničkim tržištima, Argentina Mercosuru, a Hrvatska Europskoj uniji čime se otvorio prostor za unaprjeđenje gospodarske suradnje između dvaju zemalja.

## Diplomatska predstavništva
Veleposlanstvo Republike Hrvatske nalazi u Buenos Airesu (veleposlanica Duška Paravić). 
Pored toga, dva se počasna konzulata nalaze u gradovima Cordobi i San Miguelu de Tucumán, sjedištima istoimenih provincija. Povijesni počasni konzulat u Rosariu u Provinciji Santa Fe je u stanju mirovanja (nema imenovano osoblje).
Argentina u Hrvatskoj nema svoje veleposlanstvo te je zastupa konzularno predstavništvo u Budimpešti pri Mađarskoj Republici (veleposlanik Hernán Patiño Mayer).